# Michael Benton
Michael James Benton FRS (Escócia, 8 de abril de 1956) é um paleontólogo, pesquisador e professor universitário britânico na área de paleontologia de vertebrados no Department of Earth Sciences da Universidade de Bristol. Sua obra publicada tem se concentrado principalmente sobre a evolução dos répteis do Triássico, mas ele também trabalhou no registro fóssil de eventos de extinção, e mudanças de fauna.

## Educação
Benton foi educado na Universidade de Aberdeen e na Universidade de Newcastle, onde ele fez doutorado em 1981.

## Pesquisa
A pesquisa de Benton investiga paleobiologia, paleontologia e macroevolução. Benton é o autor de vários livros de paleontologia (por exemplo Vertebrate Palaeontology) e livros infantis. Ele também foi conselheiro em muitas produções de mídia, incluindo Walking with Dinosaurs e foi um consultor do programa da BBC, Paleoworld do Discovery Science. Seus interesses de pesquisa incluem: diversificação da vida, a qualidade do registro fóssil, formas de filogenias, congruência de idade clade, extinções em massa, evolução do ecossistema do Triássico, arcossauros basais, e a origem dos dinossauros.
Benton também tem contribuído em alguns documentários. Um deles foi um programa de 2002 da BBC, The Day The Earth Nearly Died, que apresenta cientistas, e lida com os mistérios da extinção do Permiano. Em dezembro de 2010, Benton teve um rincossauro chamado Bentonyx em sua honra.  Seu trabalho aparece em uma variedade de revistas.

## Publicações
- The phylogeny and classification of the tetrapods (edição de 1998, volumes 1 e 2)
- Prehistoric Animals (1989)
- Vertebrate palaeontology (1.ª edição, 1990; 2.ª edição, 1997; 3.ª edição, 2005; 4.ª edição, 2014)
- On the trail of the dinosaurs (1990)
- The reign of the reptiles (1991)
- The rise of the mammals (1991)
- The fossil record 2 (edição de 1993)
- Dinosaur and Other Prehistoric Animal Fact Finder (1993)
- Fossil reptiles of Great Britain (1995, com P. S. Spencer)
- The Viking atlas of evolution (1997, com R. Osborne)
- The Penguin historical atlas of the dinosaurs (1997)
- Basic Palaeontology (1997, com D. A. T. Harper)
- Walking with dinosaurs: the facts (2000)
- The age of dinosaurs in Russia and Mongolia (edição de 2000, com D. M. Unwin, M. A. Shishkin e E. N. Kurochkin)
- Permian and Triassic red beds and the Penarth Group of Great Britain (2002, com E. Cook e P. J. Turner)
- When life nearly died: the greatest mass extinction of all time (1.ª edição, 2003; 2.ª edição, 2008)[17]
- Mesozoic and Tertiary fossil mammals and birds of Great Britain (2005, com L. Cook, D. Schreve, A Currant e J. J. Hooker)
- Introduction to Paleobiology and the Fossil Record  (2009, com David A.T Harper)
- The first four billion years Benton, Michael J. (2009). «Paleontology and the History of Life». In:  Michael Ruse & Joseph Travis. Evolution: The First Four Billion Years. Cambridge, Massachusetts: The Belknap Press of Harvard University Press. pp. 80–104. ISBN 978-0-674-03175-3

## Prêmios e homenagens
Benton foi eleito membro da Royal Society em 2014. Sua nomeação lê:
| “ | Michael Benton fez contribuições fundamentais para a compreensão da história da vida, particularmente flutuações da biodiversidade ao longo do tempo. Ele levou a integração de dados de vida e de fósseis de organismos para gerar filogenias - soluções para a questão de como os principais grupos se originaram e se diversificaram ao longo do tempo. Esta abordagem revolucionou a nossa compreensão das principais questões, incluindo os papéis relativos de fatores intrínsecos e extrínsecos sobre a história de vida, se a diversidade atinge a saturação, o significado de extinções em massa, e como irradiar importantes clades. Seus temas de pesquisa: a) diversificação da vida; b) filogenia de diapsidas e dinossauros; c) datar a árvore da vida. | ” |